# Криничеватое (Софиевский район)
Криничеватое (укр. Криничувате) — село,
Першетравненский сельский совет,
Софиевский район,
Днепропетровская область,
Украина.
Код КОАТУУ — 1225287705. Население по переписи 2001 года составляло 365 человек .

## Географическое положение
Село Криничеватое находится на расстоянии до 3-х км от сёл Ордо-Василевка, Вербовое и Ковалёво.
По селу протекает пересыхающий ручей с запрудой.
Рядом проходит автомобильная дорога Т-0419.